# Julio Scherer García

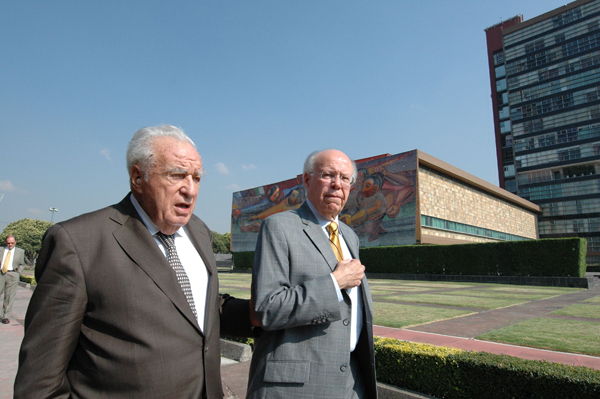
Scherer wandelen met José Narro, rector van UNAM, in 2011.

Julio Scherer García (Mexico-Stad, 7 april 1926 – aldaar, 7 januari 2015) was een Mexicaans journalist.
Scherer studeerde rechtsgeleerdheid en filosofie aan de Nationale Autonome Universiteit van Mexico (UNAM), maar maakte geen van beide studies af en begon te werken voor de krant Excélsior. Hij werkte jarenlang als verslaggever voor die krant, en klom in 1968 op tot directeur. Scherer stond bekend als uitgesproken criticus van de presidenten Gustavo Díaz Ordaz (1964-1970) en Luis Echeverría (1970-1976). Die laatste slaagde erin zijn aanhangers het bestuur van Excélsior te laten overnemen, die uiteindelijk in 1976 Regino Díaz Redondo tot directeur benoemden. Scherer en zijn medewerkers verlieten vervolgens Excelsior en richtten het tijdschrift Proceso op, dat een van de voornaamste nieuwstijdschriften van het land zou worden, en het belangrijkste blad op het gebied van de onderzoeksjournalistiek.
Scherer bleef Proceso leiden tot 1998.
Hij overleed in 2015 op 88-jarige leeftijd.